# Cobham (Surrey)
Cobham è una cittadina di 10 918 abitanti della contea del Surrey, in Inghilterra.
La cittadina ospita la struttura in cui si allena regolarmente il Chelsea
Nella cittadina è presente un mulino ad acqua storico.